# Governo de Moçambique
O Governo da República de Moçambique é o Conselho de Ministros, constituído pelo seu chefe, o Presidente da República, pelo Primeiro-Ministro e pelos Ministros. A sua função é assegurar a administração do Estado, realizando a política interna e externa do país, e responde perante o Presidente da República e Assembleia da República.
| Imagem | Ministério                                                                      | Incumbente | Incumbente                                           | Início do mandato |
| ------ | ------------------------------------------------------------------------------- | ---------- | ---------------------------------------------------- | ----------------- |
|        | Presidente da República Chefe de Governo Comandante-em-Chefe das Forças Armadas |            | Daniel Chapo                                         | 2025              |
|        | Primeira-Ministra de Moçambique                                                 |            | Maria Benvinda Delfina Levi                          | 2025              |
|        | Ministra dos Negócios Estrangeiros e Cooperação                                 |            | Maria Manuela dos Santos Lucas                       | 2025              |
|        | Ministro da Defesa Nacional                                                     |            | Cristóvão Artur Chume                                | 2025              |
|        | Ministro do Interior                                                            |            | Paulo Chachine                                       | 2025              |
|        | Ministra das Finanças                                                           |            | Carla Alexandra Oreste do Rosário Fernandes Louveira | 2025              |
|        | Ministro da Economia                                                            |            | Basílio Zefanias Muhate                              | 2025              |
|        | Ministro dos Transportes e Logística                                            |            | João Jorge Matlombe                                  | 2025              |
|        | Ministra da Educação e Cultura                                                  |            | Samaria Tovela                                       | 2025              |
|        | Ministro da Saúde                                                               |            | Ussene Hilário Isse                                  | 2025              |
|        | Ministro da Juventude e Desportos                                               |            | Caifadine Paulo Manasse                              | 2025              |
|        | Ministro da Agricultura, Ambiente e Pescas                                      |            | Roberto Mito Albino                                  | 2025              |
|        | Ministra do Trabalho, Género e Acção Social                                     |            | Ivete Ângela dos Anjos Ferrão Alane                  | 2025              |
|        | Ministro da Planificação e Desenvolvimento                                      |            | Salim Ismael Valá                                    | 2025              |
|        | Ministro da Administração Estatal e Função Pública                              |            | Inocêncio Florentino José Impissa                    | 2025              |
|        | Ministro das Comunicações e Transformação Digital                               |            | Américo Muchanga                                     | 2025              |
|        | Ministro das Obras Públicas, Habitação e Recursos Hídricos                      |            | Fernando Rafael                                      | 2025              |
|        | Ministro dos Recursos Minerais e Energia                                        |            | Estevão Tomás Rafael Pale                            | 2025              |
|        | Ministro da Justiça e Assuntos Constitucionais e Religiosos                     |            | Mateus Saize                                         | 2025              |
|        | Ministra dos Combatentes                                                        |            | Nyelete Brooke Mondlane                              | 2025              |
|        | Ministro na Presidência para Assuntos da Casa Civil                             |            | Ricardo Sengo                                        | 2025              |